# زمین‌لرزه ۲۰۰۸ لینکلن‌شایر
زمین‌لرزه لینکلن‌شایر در تاریخ ۲۷ فوریه ۲۰۰۸ میلادی، برابر با ‎۸ اسفند ۱۳۸۶، ساعت ۰:۵۶:۴۷ به زمان یوتی‌سی در انگلستان، منطقه لینکل‌شایر رخ داد. ژرفای این زلزله ۱۸ کیلومتر بود، و بزرگی آن ۴٫۸ در مقیاس Mb اعلام شده‌است. زمین‌لرزه به وقت محلی در روز چهارشنبه، ساعت ۰ روی داده و منطقه زمانی آن یوتی‌سی +۰ بوده‌است (با لحاظ تغییر ساعت تابستانی).
سازمان زمین‌شناسی آمریکا نیز رومرکز این زمین‌لرزه را در مختصات ۵۳°۲۴′۱۱″شمالی ۰°۱۹′۵۵″غربی / ۵۳٫۴۰۳°شمالی ۰٫۳۳۲°غربی و ژرفای آنرا در ۱۸ کیلومتر گزارش کرده‌است. بزرگی برگزیدهٔ این سازمان از میان بزرگیهای محاسبه‌شدهٔ مختلف ۴٫۸ در مقیاس Mb بوده و از دید اثر، در میان چهار دسته‌بندی «نامحسوس»، «محسوس»، «زیان‌آور» یا «با تلفات»، زلزله را «با تلفات» اعلام کرده‌است.
زمین‌لرزه کشته‌ای نداشته و شمار زخمیان ۱ نفر برآورده شده‌است.